# USS Little Rock (CL-92)
USS Little Rock (CL-92/CLG-4/CG-4) là một tàu tuần dương hạng nhẹ của Hải quân Hoa Kỳ thuộc lớp Cleveland được hoàn tất khi Chiến tranh Thế giới thứ hai sắp kết thúc, và là một trong số sáu chiếc của lớp này được cải biến thành tàu tuần dương tên lửa điều khiển vào cuối những năm 1950. Nó là chiếc tàu chiến đầu tiên của Hải quân Mỹ được đặt cái tên này, theo tên thành phố Little Rock thuộc tiểu bang Arkansas. Little Rock được cho nhập biên chế vào tháng 6 năm 1945, quá trễ để có thể tham gia Thế Chiến II; và sau vài năm phục vụ tại vùng bờ Đông, vùng biển Carribe và khu vực Địa Trung Hải, giống như hầu hết các tàu chị em cùng lớp, nó xuất biên chế vào năm 1949 và được đưa về lực lượng dự bị.
Sau gần mười năm bị bỏ không, Little Rock là một trong số ba chiếc lớp Cleveland được cải biến thành tàu tuần dương tên lửa điều khiển thuộc lớp Galveston. Việc cải biến bao gồm tháo dỡ toàn bộ vũ khí phía đuôi tàu để trang bị hệ thống tên lửa đất-đối-không Talos, đồng thời nó cũng cải biến để phục vụ như soái hạm, nên đã mở rộng cấu trúc thượng tầng phía trước và tháo dỡ hầu hết vũ khí phía mũi. Little Rock được cho tái biên chế trở lại vào năm 1960 với ký hiệu lườn mới CLG-4 (và từ năm 1975 là CG-4).
Trong vai trò mới, Little Rock hoạt động rộng rãi tại khu vực Địa Trung Hải, thường là trong vai trò soái hạm của Đệ Lục hạm đội. Nó được cho xuất biên chế lần cuối cùng vào năm 1975 và trở thành một tàu bảo tàng tại Buffalo, New York. Little Rock hiện là thành viên duy nhất còn lại của lớp tàu tuần dương Cleveland.

## Thiết kế và chế tạo

### Thiết kế
Lớp Cleveland được thiết kế nhằm mục đích gia tăng tầm xa hoạt động, tăng cường hỏa lực phòng không và sự bảo vệ chống ngư lôi so với các tàu tuần dương Hoa Kỳ trước đây. Cho dù kém hơn ba nòng pháo 6-inch so với những chiếc lớp Brooklyn dẫn trước, hệ thống kiểm soát hỏa lực mới và tiên tiến hơn giúp cho lớp Cleveland có được ưu thế về hỏa lực trong chiến đấu thực tế. Tuy nhiên việc tăng cường thêm dàn hỏa lực phòng không hạng nhẹ cho đến cuối Thế Chiến II khiến các con tàu bị nặng đầu đáng kể.

### Chế tạo
Little Rock được đặt lườn vào ngày 6 tháng 3 năm 1943 tại xưởng tàu của hãng William Cramp and Sons Shipbuilding Co. ở Philadelphia, Pennsylvania. Nó được hạ thủy vào ngày 27 tháng 8 năm 1944, được đỡ đầu bởi Bà Ruth May Wassell, phu nhân ngài Sam Wassell ủy viên lập pháp thành phố Little Rock, và được cho nhập biên chế vào ngày 17 tháng 6 năm 1945 dưới quyền chỉ huy của hạm trưởng, Đại tá Hải quân William E. Miller.

## Lịch sử hoạt động

### 1945 - 1949
Sau khi chạy thử máy tại vùng biển ngoài khơi Cuba và dọc theo bờ biển Đại Tây Dương, Little Rock khởi hành từ Newport, Rhode Island vào ngày 21 tháng 10 năm 1945 hướng sang Nam Mỹ. Sau chuyến đi đến các nước Châu Mỹ La Tinh kéo dài năm tháng, chiếc tàu tuần dương quay trở về Norfolk vào ngày 23 tháng 3 năm 1946. Trong hai tháng tiếp theo sau, nó tiến hành các cuộc thực tập ngoài khơi bờ Đông và tại vùng biển Caribbe trước khi lên đường đi sang Châu Âu vào ngày 4 tháng 6. Sau khi hoạt động cùng với Đệ Lục hạm đội suốt mùa Hè, Little Rock quay trở về Norfolk vào ngày 27 tháng 9 năm 1946.
Từ tháng 9 năm 1946 cho đến năm 1949, chiếc tàu tuần dương thực hành ngoài khơi bờ Đông, tham gia cơ động huấn luyện tại vùng biển Caribbe và đi sang Địa Trung Hải vào các năm 1947 và 1948. Little Rock được cho xuất biên chế vào ngày 24 tháng 6 năm 1949 và được đưa về Hạm đội Dự bị Đại Tây Dương tại New York.

### Cải biến thành tàu tuần dương tên lửa điều khiển
Sau gần mười năm bỏ không, Little Rock được xếp lại lớp với ký hiệu lườn mới CLG-4 vào ngày 23 tháng 5 năm 1957, và bắt đầu được cải biến một cách sâu rộng thành một tàu tuần dương tên lửa điều khiển thuộc lớp Galveston. Công việc tái trang bị bao gồm việc thay thế các tháp pháo chính phía sau bằng một dàn phóng tên lửa đất-đối-không Talos. Little Rock được cho nhập biên chế trở lại tại Philadelphia vào ngày 3 tháng 6 năm 1960 dưới quyền chỉ huy của hạm trưởng, Đại tá Hải quân J. O. Phillips. Chiếc tàu tuần dương tiến hành chạy thử máy huấn luyện tại vùng biển Caribbe, bắn thử nghiệm kiểu vũ khí Talos mới, chuẩn bị gia nhập hạm đội của Hải quân đang được phát triển nhanh chóng bởi những con tàu trang bị tên lửa điều khiển có khả năng mang đầu đạn hạt nhân.

### 1961 - 1976
Khởi hành từ Philadelphia vào ngày 9 tháng 2 năm 1961, Little Rock lên đường cho chuyến đi đầu tiên sang châu Âu trong vai trò mới. Sau sáu tháng hoạt động cùng Đệ Lục hạm đội và các đơn vị khác trong khối NATO, chiếc tàu tuần dương tên lửa quay trở về Norfolk vào tháng 9. Đang khi hoạt động tại vùng biển Caribbe, vào ngày 18 tháng 11 năm 1961, Little Rock được lệnh đi đến vùng biển ngoài khơi Santo Domingo như một công cụ duy trì sự ổn định của Cộng hòa Dominica, sau khi đất nước này rơi vào tình trạng rối loạn do sự tranh giành quyền lực, vốn nảy sinh do khoảng trống chính trị sau khi lãnh tụ Rafael Trujillo bị ám sát.
Trong bốn năm tiếp theo Little Rock thực hiện chuyến đi hàng năm sang khu vực Địa Trung Hải, hoạt động cùng Đệ Lục hạm đội. Nó thay phiên cho chiếc Springfield trong vai trò soái hạm của Đệ Lục hạm đội từ tháng 5 đến tháng 12 năm 1963, khi nó duy trì hòa bình tại khu vực Nam Âu và Trung Đông. Trong thời gian giữa các đợt bố trí sang Địa Trung Hải, nó hoạt động ngoài khơi bờ Đông Hoa Kỳ, tại vùng biển Caribbe và tại Bắc Âu cùng các đơn vị khối NATO khác.
Little Rock đã ở lại khu vực bờ Đông trong năm 1966 để đại tu và huấn luyện ôn tập. Sang năm 1967, nó thay phiên cho chiếc Springfield trong vai trò soái hạm của Đệ Lục hạm đội đặt căn cứ tại Rota, Tây Ban Nha; rồi sau đó chuyển căn cứ nhà đến Gaeta, Ý. Trong những chuyến rời khỏi Gaeta, nó tham gia các cuộc tập trận tại Địa Trung Hải cũng như đưa vị đô đốc hạm đội viếng thăm các cảng nước ngoài. Khi cuộc Chiến tranh sáu ngày năm 1967 nổ ra, nó di chuyển về phía Đông Địa Trung Hải như là tàu chỉ huy của các tàu chiến thuộc khối NATO tại khu vực. Khi chiếc USS Liberty bị lực lượng Israel tấn công, Little Rock đã lập tức đi đến để trợ giúp và là chiếc tàu thứ hai đến hiện trường. Nó thiết lập một vùng an ninh và trợ giúp y tế cho những thành viên thủy thủ đoàn của Liberty bị thương. Trong một cuộc tập trận vào giữa năm 1970, nó va chạm với một tàu khu trục Hy Lạp, và bị hư hại phần mũi. Mũi tàu được sửa chữa tạm thời tại Malta. Đến tháng 9, nó quay trở về Hoa Kỳ và trải qua một đợt đại tu lớn tại xưởng hải quân Boston từ tháng 11 năm 1970 đến mùa Xuân năm 1971. Sau một đợt huấn luyện ôn tập, nó quay trở lại vai trò soái hạm của Đệ Lục hạm đội.
Vào ngày 5 tháng 6 năm 1975, Little Rock tham gia những lễ hội đánh dấu việc khai thông trở lại kênh đào Suez. Là chiếc thứ ba trong đoàn tàu diễu hành, nó đã băng qua phần phía Bắc của kênh đào từ Port Said đến Ismaïlia, thể hiện sự tích cực đóng góp của Hoa Kỳ vào nền hòa bình của Ai Cập và vùng Trung Đông. Sau đó, Little Rock viếng thăm cảng Alexandria, Ai Cập; rồi sau đó băng ngang Địa Trung Hải viếng thăm Dubrovnik thuộc Nam Tư, vốn còn là một nước cộng sản vào lúc đó.
Không lâu sau khi hệ thống tên lửa đất-đối-không Talos được cho ngừng hoạt động, và đang khi vạch kế hoạch cho một đợt đại tu hiện đại hóa và trang bị vũ khí mới hơn, một tai nạn trong phòng nồi hơi trong lúc con tàu đang di chuyển tại Địa Trung Hải đã bộc lộ tình trạng vật chất rất kém trong hệ thống động lực của nó. Việc sửa chữa được tiến hành đủ để cho con tàu quay trở lại Norfolk, và Little Rock được chuẩn bị để cho ngừng hoạt động vào mùa Xuân năm 1976.

### Tàu bảo tàng
Sau khi được cho ngừng hoạt động, Little Rock được đưa đến Buffalo, New York, nơi nó được mở ra cho công chúng tham quan như một tàu bảo tàng tại Công viên Hải quân và Quân đội Buffalo.

## Phần thưởng[3]
|  |  |             |
|  |  |             |
|  |  | Silver star |

| Dãi băng Hiệu quả Chiến trận với một dấu "E" |                                       |                                                           |
| Huân chương Viễn chinh Hải quân              | Huân chương Chiến dịch Hoa Kỳ         | Huân chương Chiến thắng Thế Chiến II                      |
| Huân chương Phục vụ Chiếm đóng Hải quân      | Huân chương Phục vụ Phòng vệ Quốc gia | Dãi băng Biệt phái Phục vụ Biển với 5 Ngôi sao Chiến trận |

## Những hình ảnh

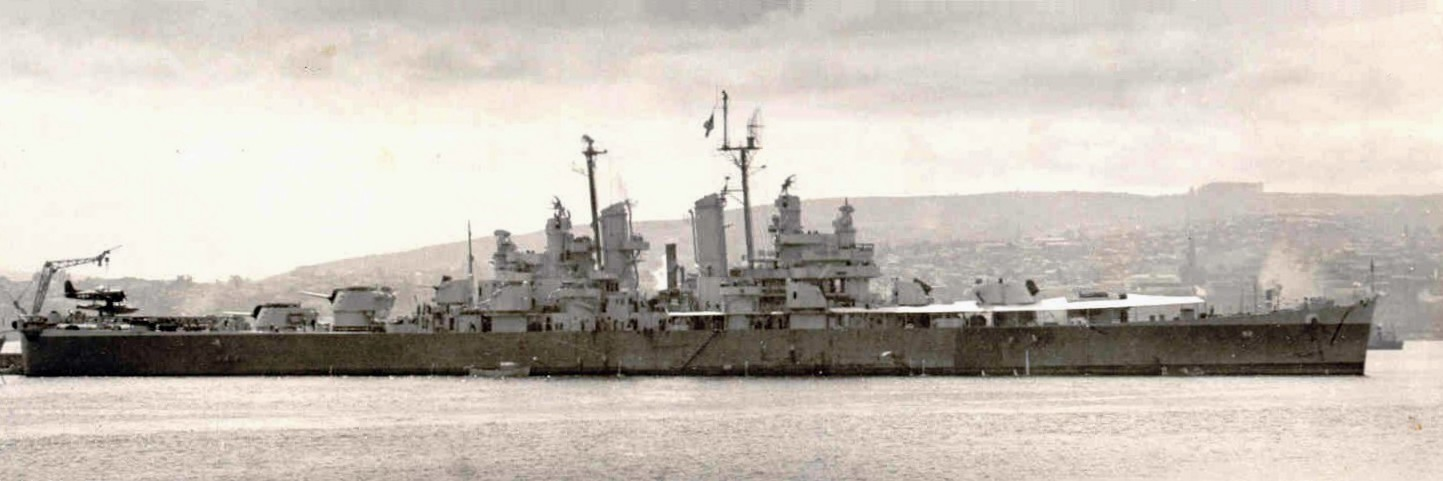
Little Rock như tàu tuần dương hạng nhẹ CL-92 tại Valparaiso, 1946
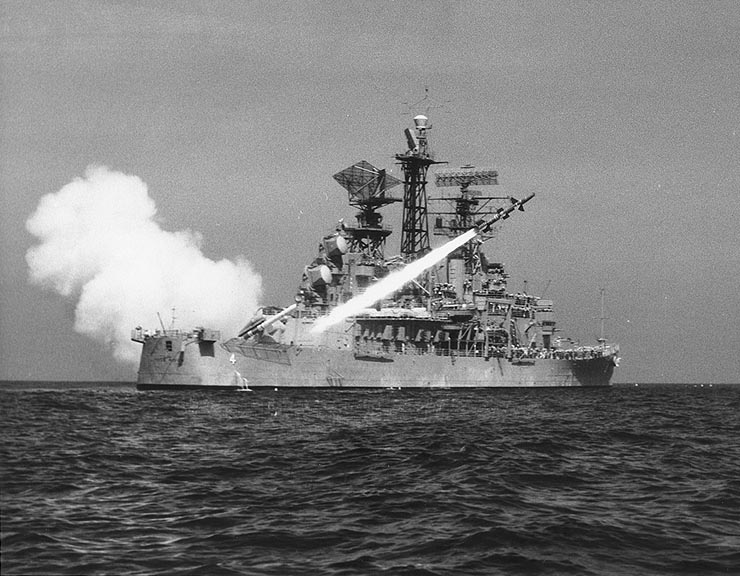
Little Rock bắn một tên lửa RIM-8 Talos, 1961
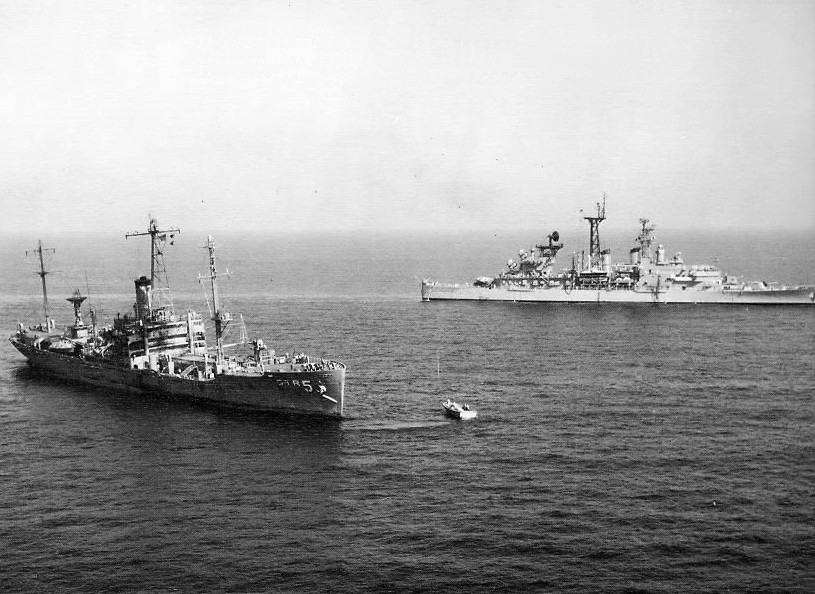
Little Rock bên cạnh chiếc USS Liberty (AGTR-5), tháng 6 năm 1967
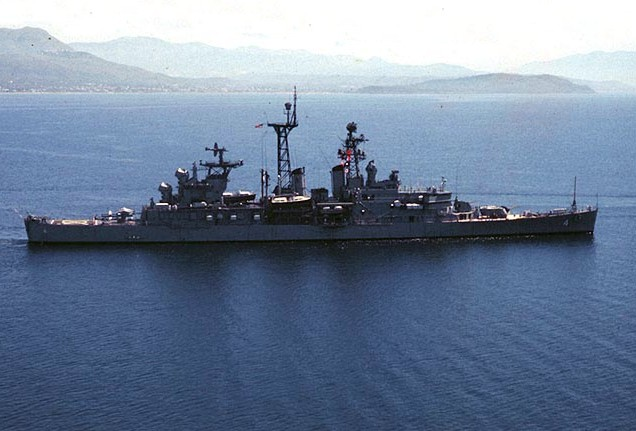
Little Rock tại Địa Trung Hải, 1974
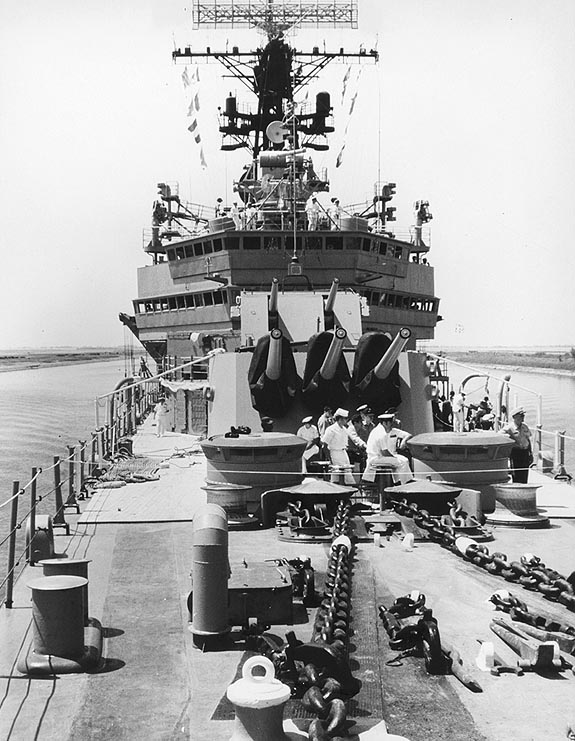
USS Little Rock tại kênh đào Suez, 5 tháng 6 năm 1975
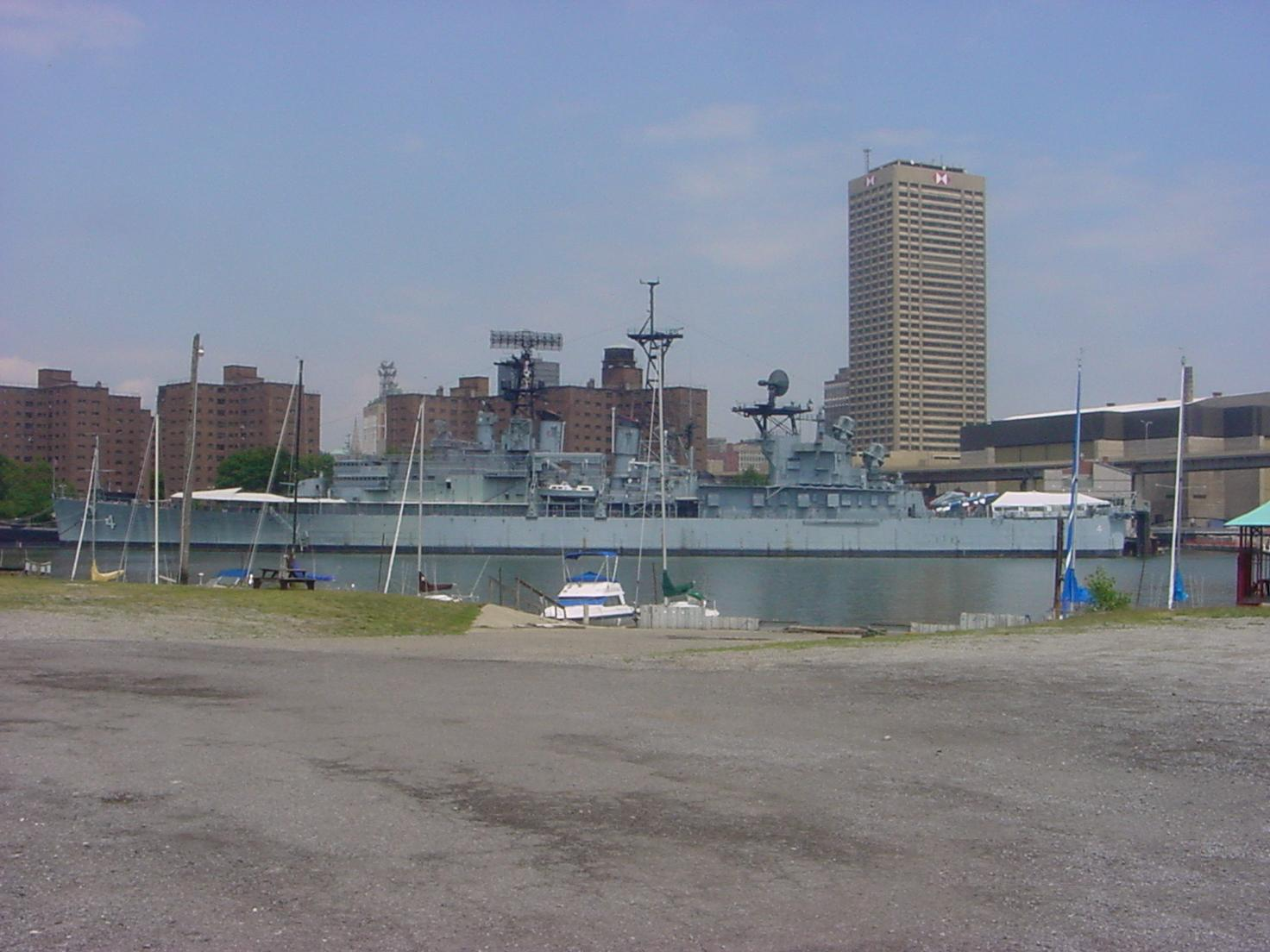
USS Little Rock tại Công viên Hải quân và Quân sự hạt Buffalo và Erie, Buffalo, New York
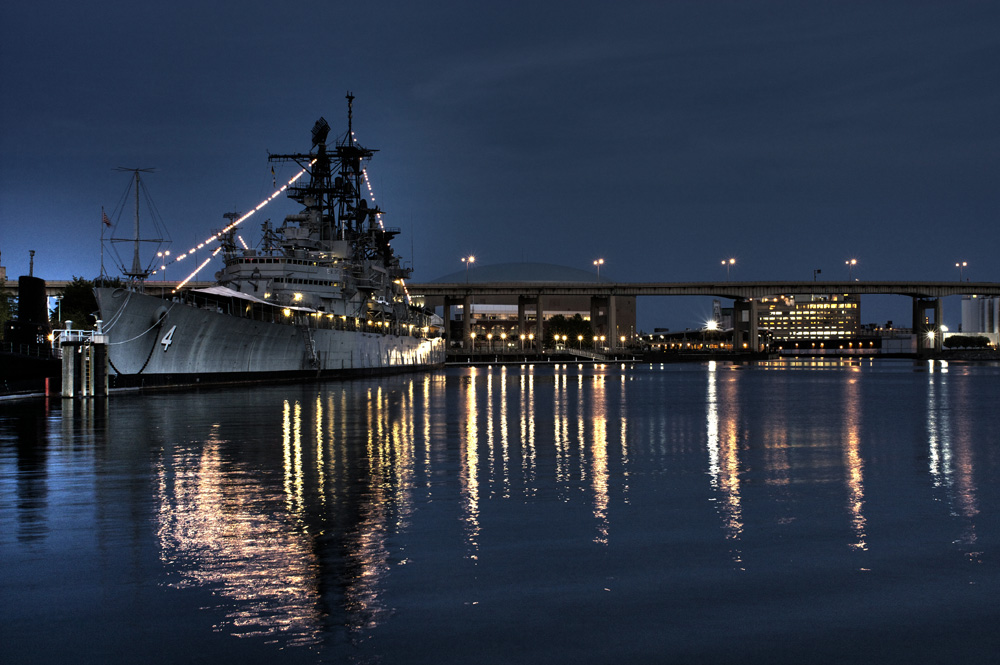
USS Little Rock